# Mange ta soupe
Pour plus de détails, voir Fiche technique et Distribution.
Mange ta soupe est un film français réalisé par Mathieu Amalric et sorti le 12 novembre 1997. Il s'agit du premier long métrage de l'acteur qui utilise principalement des éléments autobiographiques liés à sa famille, parfois très intimes, pour constituer les thèmes du scénario de cette tragicomédie burlesque centrée sur les rapports mère-fils.

## Synopsis
De retour d'un voyage en Turquie, un fils passe quelques jours à Paris chez sa mère, critique littéraire quelque peu excentrique, vivant cloîtrée au milieu de ses livres et de ses névroses. Il se retrouve rapidement bloqué dans l'antre maternel et cherche à échapper à l'étouffement, physique et moral, de celle-ci. La visite de sa sœur, jeune maman, si elle apporte un peu d'air, fait remonter à la surface le suicide d'un frère cadet, dont personne dans la famille n'est ressorti indemne et que chacun tente de gérer par des stratégies personnelles de survie.

## Fiche technique
- Titre : Mange ta soupe
- Titre à l'international : Es wird aufgegessen
- Réalisation : Mathieu Amalric (première assistante : Pamela Varela)
- Scénario et adaptation : Mathieu Amalric, Pascale Ferran et Jeanne Balibar
- Directeur de la photographie : Matthieu Poirot-Delpech
- Montage : François Gédigier et Laurence Briaud
- Son : Frédéric de Ravignan et Nicolas Favre
- Costumes : Juliette Chanaud et Stéphanie Bernède
- Décors : Juliette et Ambroise Cheneau, Marcelo Novais Teles
- Musiques : Partita no 1 pour clavier (BWV825) de Bach interprété par Jérôme Ducros ; Scooby Snacks de Fun Lovin' Criminals ; Accouplés de Marka
- Texte additionnel : poème Usine de Catarou de Laurent Jaffro
- Producteurs : Patricia Baron-Napp et Pascal Caucheteux
- Société de production : Why Not Productions, La Sept, Arte
- Année de production : 1997 (visa no 90734)
- Pays d'origine :  France
- Genre : Comédie dramatique et autobiographique
- Langue : français
- Durée : 75 minutes (70 minutes dans la version allemande)
- Dates de sortie :
  - 12 novembre 1997 (France)
  - 16 janvier 2000 (Allemagne, télévision)
- Sortie DVD : 4 juin 2007. En bonus 15 minutes d'entretien.

## Distribution
- Adriana Asti : la mère
- Jean-Yves Dubois : le fils
- Jeanne Balibar : la fille
- László Szabó : le père
- Jean-Claude Biette
- René Ehni
- Sava Lolov
- Hélène Babu
- Françoise Balibar
- Clotilde Mollet
- Malka Ribowska
- Claire Duhamel

## Projet et réalisation du film
L'écriture de ce premier long métrage de Mathieu Amalric est entreprise juste après le tournage de Comment je me suis disputé... (ma vie sexuelle) d'Arnaud Desplechin en 1995, sur la base de l'idée « d'une maison mangée par les livres » et d'un « sauvetage d'une mère de l'ensevelissement par ceux-ci » ; image et situation que le réalisateur a vécu personnellement dans sa famille du fait de la profession de sa mère, Nicole Zand, critique littéraire et dramatique au journal Le Monde. Sur la suggestion d'Arnaud Desplechin et après des travaux préparatoires fait avec son ami Marcelo Novais Teles, le scénario est écrit avec l'aide de Pascale Ferran qui permet à Mathieu Amalric d'organiser ses idées et son travail notamment en ce qui concerne le degré d'intime qui y est insufflé,. Pascale Ferran et Mathieu Amalric travaillent ensemble sur le « terreau autobiographique » de la première mouture d'Amalric, durant trois à quatre semaines, pour mettre en forme un scénario de fiction destinée au grand public en « affermissant sa structure », selon les mots de la réalisatrice, avec une « volonté de comédie et d'artifice se décollant du naturalisme » que tous deux rejettent.
Le film au départ devait être un simple court métrage produit par Why Not Productions avec le soutien de l'avance sur recettes mais finalement, grâce au financement obtenu par Pierre Chevalier, responsable de la fiction sur Arte qui achète le projet, Mathieu Amalric peut tourner plus longtemps et payer tous les acteurs et techniciens afin d'en tirer du matériel cinématographique pour un long métrage,, limitant toutefois les dialogues. Grâce à cet apport financier de la chaîne culturelle franco-allemande, le budget du film passe de 200 000 francs à 1,5 million et le tournage peut s'étendre sur quatre semaines,,.
Le tournage, très préparé à l'avance avec son assistante Pamela Varela, est réalisé dans l'ordre des scènes avec des plans précisément écrits et filmés autour de la mise en place des éclairages. Il s'est effectué dans la maison de Nicole Zand, la mère du réalisateur, bien que Mathieu Amalric ne l'ait pas vue depuis quelques années en raison de tensions personnelles — il déclarera à ce propos quinze ans plus tard que ce film finalement a permis une réconciliation par la suite. Les scènes des lieux de travail des parents ont été tournées dans les locaux même du journal Le Monde (rue Falguière), où officiait Nicole Zand et ceux de Libération où travaille depuis 1993 Jacques Amalric. Parmi les sources d'inspiration revendiquées du film, le réalisateur souligne l'influence du Bal des vampires (1967) de Roman Polanski pour l'enfermement d'un homme et la vampirisation, métaphorique et burlesque, du personnage principal afin notamment de dédramatiser le sujet autobiographique de l'œuvre,. Mathieu Amalric voulait initialement confier le rôle de la mère à Monica Vitti (dès l'écriture du scénario), qui décline cependant la proposition, mais il reste sur l'idée d'une actrice avec un léger accent étranger — la mère de Mathieu Amalric bien que née à Paris est d'origine polonaise — qui sera finalement interprété par Adriana Asti afin d'« enchanter », littéralement, le film. Le choix de Jean-Yves Dubois — acteur de théâtre classique que le réalisateur voit et admire depuis son adolescence, et auquel il dit avoir beaucoup emprunter pour son propre jeu, —, s'est en revanche rapidement imposé.

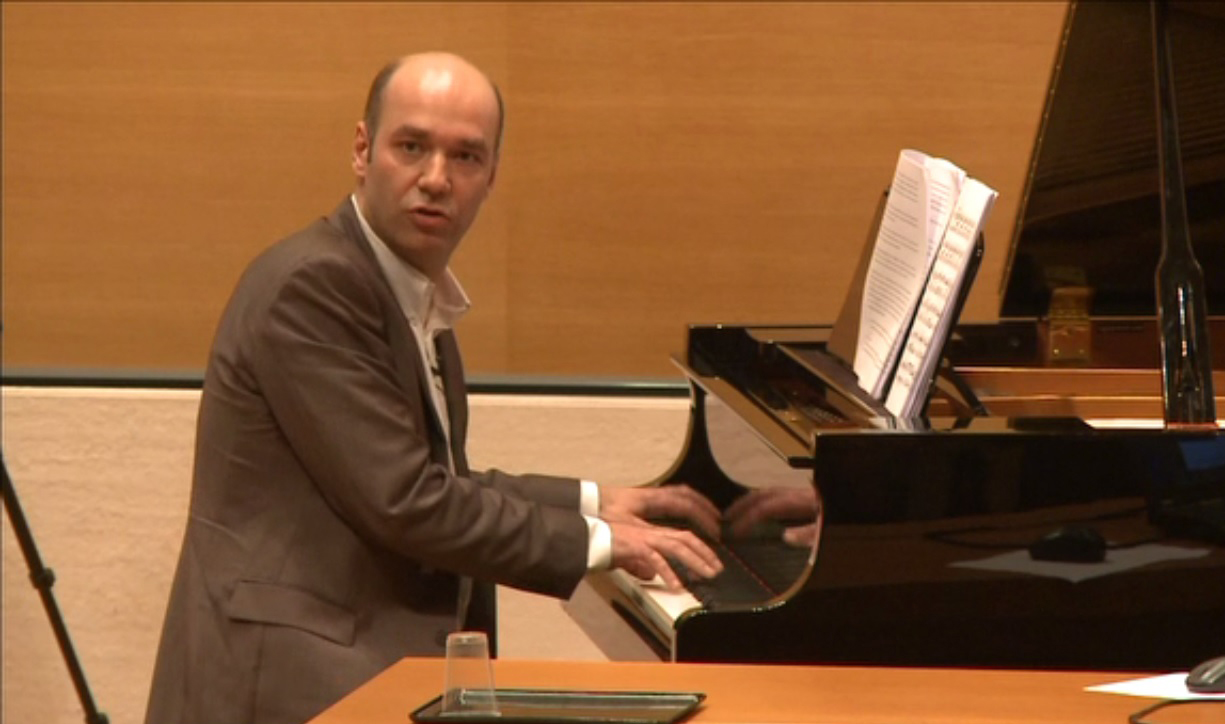
Jérôme Ducros (2012), interprète de la Première partita (BWV 825) de Bach, constituant la bande musicale du film.

Le montage, volontairement resserré à 75 minutes, est réalisé avec François Gédigier. Lors du montage de la bande sonore, l'usage de l'Allemande et de la Gigue de la première partita (en si bémol majeur) pour clavier (BWV 825) de Bach dans une interprétation de Jérôme Ducros, directement inspirée de celle de Glenn Gould, a permis au réalisateur de « trouver une distance juste entre l'observation de loin, entomologique, et un certain lyrisme ».

## Analyse
Mange ta soupe est un film très largement autobiographique de Mathieu Amalric qui y brosse le portrait de ses deux parents (Jacques Amalric et Nicole Zand), dans la vie comme dans le film respectivement journaliste politique et critique littéraire, et de ses relations difficiles avec eux,. Sont aussi évoqués les rapports à un frère, mort par suicide dans l'adolescence — sujet qui est probablement, bien que seulement effleuré, au cœur de l'œuvre et dont les comportements familiaux sont en partie des conséquences —, et une sœur en proie à diverses problèmes d'ordre personnel, deux réalités familiales là encore vécues par Mathieu Amalric. À ce titre le rôle principal confié à Jean-Yves Dubois, ami de longue date du réalisateur, est frappant dans la ressemblance physique et vocale avec Amalric, sorte de « répliquant stupéfiant,, ». À aucun moment dans le film le fils n'est nommé, le dépossédant ainsi de toute identité propre. Il doit lutter contre le poids des mots et des livres qui envahissent la maison de sa mère — symbolique caverne utérine étouffante jusqu'à l'asphyxie où pourtant le personnage principal ne peut s'empêcher de revenir —, et tente de les évacuer coûte que coûte pour ne pas crouler sous leur présence, ce qui inévitablement arrivera tout de même au sens propre avec l'effondrement d'une bibliothèque sur la mère. Pour réussir cela, le fils doit selon Frédéric Bonnaud adopter la « position du jongleur », de celui qui sait qu'à ce stade les changements dans les rapports familiaux ne peuvent que se faire à la marge en tâchant de faire le moins de dégâts possibles. C'est cependant de cette position d'équilibriste que naît l'aspect comique des situations, souvent absurdes et improbables, dont le personnage principal, si ce n'est le réalisateur, a réussi à s'échapper. Le critique souligne également la thématique de l'« encombrement », allant de celui physique des livres à celui symbolique des « legs » de ses parents « à la fois richesses infinies et obstacles infranchissables ». Ainsi outre la formule parentale classique adressée aux enfants qui renâclent, le titre de l'œuvre fait référence aux livres maternels que le personnage principal doit d'une manière ou d'une autre « ingurgiter et digérer, ». Pour signifier au maximum cet encombrement, Mathieu Amalric utilise la maison maternelle comme un « vrai personnage », corps vivant qui se remplit et qui se vide de livres, mais également lieu qui finit par devenir angoissant — qualifié par Olivier Séguret de « maison magique et maléfique » où les livres sont une « hydre increvable, entité quasi organique, dévorante » — en raison de l'asphyxie dans laquelle nécessairement s'enfonce le fils dans une métaphore de ses rapports avec sa mère, dont aucun membre de la famille ne semble être sorti totalement indemne.

## Réception critique et public
La sortie nationale du film, le 12 novembre 1997, est très confidentielle puisqu'elle se fait sur un seul écran à Paris où il reste programmé durant six semaines et totalise 3 946 entrées. Mais Mange ta soupe obtient cependant un commentaire élogieux de Jean-Luc Godard qui déclare « que c'est l’une des grandes surprises de l’année ». Pour Frédéric Bonnaud dans Les Inrockuptibles, le film échappe à la caricature de la première œuvre purement autobiographique en allant au-delà, apportant avec une « belle habileté [...et] une inventivité des postures » humour, délicatesse et distance « intrig[ante] » pour présenter les rapports, difficiles, entre les différents personnages en refusant l'« exposition [directes] des faits. Pour le critique, c'est cette approche réussie qui « rend [le film] si drôle et si émouvant ». Olivier Séguret dans Libération rejoint l'ensemble de ces appréciations sur le film, qualifié de « canard curieux », mais souligne en particulier la fonction cathartique de l'œuvre créée pour « vidanger les angoisses de l'enfance et libérer l'adulte qui trépigne » qu'il voit notamment pleinement transparaître, au-delà de l'intimité et des évidences autobiographiques présentées, dans le « mimétisme [...], la fusion physiologique et spirituelle » qui s'est opérée entre l'acteur principal et l'auteur-réalisateur. Un peu plus réservé, Jacques Morice dans Télérama souligne effectivement la réussite comique et « burlesque » de cette œuvre autobiographique, mais la considère parfois « presque caricaturale ». À l'inverse, l'Annuel du cinéma 1998, dans son bilan de fin d'année, juge que ce film autobiographique sur « les angoisses sourdes et les non-dits familiaux » a « échappé » à son réalisateur qui n'a pas réussi à concrétiser son « désir de comédie » en tombant dans un « film trop hermétique [...] déroutant » avec des personnages excessifs. Enfin, en 2010 dans un article du service « Culture » de TF1 consacré au comédien-réalisateur, le film est considéré comme « un premier essai convaincant » qualifié de « comédie attachante ».
Le film sort en DVD le 4 juin 2007 dans un double disque, avec Le Stade de Wimbledon, dans la collection « Deux films de » éditée par les Cahiers du cinéma. Les bonus sont constitués d'un entretien de 15 minutes avec Jean-Philippe Tessé.